# William Sharpe (Politiker)
William Sharpe (* 13. Dezember 1742 im Cecil County, Provinz Maryland; † 1. Juli 1818 im Iredell County, North Carolina) war ein US-amerikanischer Politiker. Zwischen 1779 und 1781 war er Delegierter für North Carolina im Kontinentalkongress.

## Werdegang
William Sharpe erhielt eine klassische Ausbildung. Nach einem anschließenden Jurastudium und seiner Zulassung als Rechtsanwalt begann er ab 1763 im Mecklenburg County in North Carolina in diesem Beruf zu arbeiten. Zeitweise war er auch als Landvermesser tätig. Später zog er in das heutige Iredell County. In den 1770er Jahren schloss er sich der Revolutionsbewegung an. Im Jahr 1775 war er Mitglied im Provinzialkongress von North Carolina. Ein Jahr später nahm er als Stabsoffizier unter General Rutherford an einem Indianerkrieg teil. 1777 gehörte er einer vielköpfigen Verhandlungskommission an, die einen Friedensvertrag mit den Indianern aushandeln sollte.
Sharpe war auch an der Ausarbeitung der ersten Staatsverfassung von North Carolina beteiligt. Von 1779 bis 1781 vertrat er seinen Staat im Kontinentalkongress und in den Jahren 1781 und 1782 saß er im Repräsentantenhaus von North Carolina. Von ihm stammte die Idee der Gründung der University of North Carolina, die allerdings erst später umgesetzt wurde. Nach seiner Zeit im Staatsparlament ist er politisch nicht mehr in Erscheinung getreten. Er starb am 1. Juli 1818.